# Dimer chloridu allylpalladnatého
Dimer chloridu allylpalladnatého (APC) je komplexní sloučenina se vzorcem [(η3-C3H5)PdCl]2. Používá se jako katalyzátor v organické syntéze. Patří k nejpoužívanějším allylovým komplexům přechodných kovů.

## Struktura
Tato sloučenina má dimerní centrosymetrickou strukturu. Každá allylová skupina leží v rovině, která tvoří se čtvercem vymezeným atomy palladia a uhlíku úhel 111,5°, délky všech vazeb Pd–C jsou stejné. Elementární buňka je monoklinická.

## Příprava
Tento komplex se připravuje reakcí oxidu uhelnatého s roztokem tetrachloropalladnatanu sodného (získaného z chloridu palladnatého a chloridu sodného) ve směsi vody a methanolu a s allylchloridem.
2 Na2PdCl4 + 2 CH2=CHCH2Cl + 2 CO + 2 H2O → [(η3-C3H5)PdCl]2 + 4 NaCl + 2 CO2 + 4 HCl
Další možností je reakce propenu s trifluoroctanem palladnatým a následná výměna iontů za chlorid:
2 (CF3COO)2Pd + 2 CH2=CHCH3 → [(η3-C3H5)Pd(CF3COO)]2
[(η3-C3H5)Pd(CF3COO)]2 + 2 Cl− → [(η3-C3H5)PdCl]2 + 2 CF3COO−

## Reakce
APC reaguje se zdroji cyklopentadienylových aniontů za vzniku příslušných 18elektronových komplexů cyklopentadienylallylpalladia:
[(η3-C3H5)PdCl]2 + 2 NaC5H5 → 2 [(η5-C5H5)Pd(η3-C3H5)] + 2 NaCl
Dimer může reagovat s mnoha různými Lewisovými zásadami (:B) za vzniku aduktů (η3-C3H5)PdCl:B. S pyridinem reaguje podle této rovnice:
1/2 [(η3-C3H5)PdCl]2 + :NC5H5 → (η3-C3H5)PdCl:NC5H5 ΔH=−30,1 kJ/mol
Uvedená změna entalpie odpovídá vzniku jednoho molu produktu, (η3-C3H5)PdCl:NC5H5, z dimeru kyseliny.
Disociační energie palladnatého dimeru, tedy energie působící před reakcí s donorem:
[(η3-C3H5)PdCl]2 → 2 (η3-C3H5)PdCl
je 28 kJ/mol.
APC katalyzuje řadu organických reakcí, jako jsou křížová párování, nukleofilní adice na dieny a rozklad diazosloučenin na reaktivní karbeny. Jedná se též o prekurzor dalších katalyzátorů založených na palladiu.